# エディソン・メンデス
エディソン・メンデス（Edison Vicente Méndez Méndez、1979年3月16日 - ）は、エクアドル出身の元同国代表サッカー選手。現役時代のポジションは攻撃的MF。

## 経歴
日韓共催W杯では対クロアチア戦で決勝点を挙げる活躍でエクアドル代表のW杯初勝利の立役者となり、2006年のドイツW杯においては2アシストを記録し、エクアドル代表の初のベスト16入りへ貢献した。
2006年8月、LDUキトからPSVアイントホーフェンへと移籍し初の欧州進出を果たした。
移籍後緒戦となる、対ヴィレムII戦でいきなり2ゴールを決めスタメンに定着した。11月28日、PSVはレンタルでなく、2010シーズンまでの契約でメンデスを完全移籍させた。
2009年8月、LDUキトに復帰した。
2014年のブラジルW杯でもエクアドル代表に選ばれ、サッカーW杯に3度出場した史上初のエクアドル代表選手となった。

## 代表歴

### 出場大会
- エクアドル代表
  - 2002 FIFAワールドカップ
  - 2006 FIFAワールドカップ
  - 2014 FIFAワールドカップ

### 試合数
- 国際Aマッチ 113試合 18得点（2000年-2014年）[2]

| エクアドル代表 | 国際Aマッチ | 国際Aマッチ |
| 年             | 出場        | 得点        |
| -------------- | ----------- | ----------- |
| 2000           | 4           | 0           |
| 2001           | 13          | 2           |
| 2002           | 14          | 1           |
| 2003           | 10          | 1           |
| 2004           | 11          | 3           |
| 2005           | 8           | 3           |
| 2006           | 9           | 0           |
| 2007           | 12          | 3           |
| 2008           | 3           | 1           |
| 2009           | 8           | 1           |
| 2010           | 0           | 2           |
| 2011           | 13          | 0           |
| 2012           | 1           | 0           |
| 2013           | 2           | 0           |
| 2014           | 4           | 1           |
| 通算           | 113         | 8           |